# Tata Daewoo Commercial Vehicle
Tata Daewoo Commercial Vehicle (kor. 타타대우상용차) – południowokoreański producent samochodów ciężarowych należący do indyjskiego koncernu Tata Motors, wydzielony w 2002 r. z Daewoo Motors.

## Produkowane modele samochodów

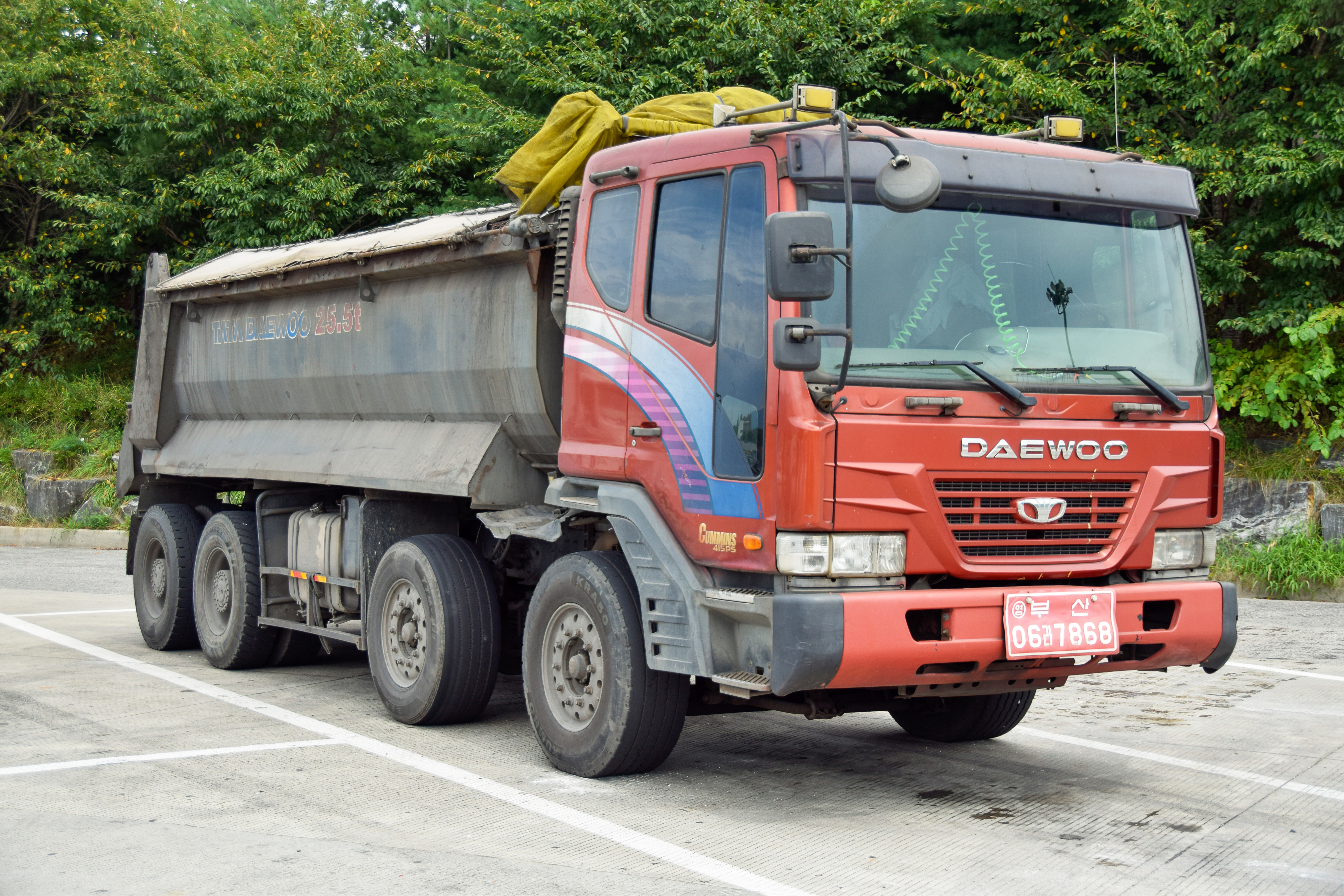
Wywrotka Tata Daewoo Novus 8×4 w Korei Południowej.

- GMK/Chevrolet/Isuzu Truck (GM Korea Motor Company, 1971)
- SMC Truck (Saehan Motor Company, 1976)
- Elf (Saehan Motor Company, 1976)
- Daewoo Truck (Daewoo Motor Company, 1983)
- Elf New Model (Daewoo Motor Company, 1986)
- Daewoo Truck New Model (Daewoo Motor Company, 1986)
- Daewoo Truck Super New Model (Daewoo Motor Company, 1993)
- Daewoo Chasedae Truck (Daewoo Motor Company, 1995)
- Daewoo Novus Truck (Tata Daewoo, 2004)